# Pseudopulex
Pseudopulex — викопний вид паразитичних комах, що живилися кров'ю динозаврів та птерозаврів у юрському та крейовому періодах.

## Скам'янілості
Викопні рештки комах знайдені у відкладеннях формації Їсянь у провінції Внутрішня Монголія на півночі Китаю.

## Опис
Схожі на сучасних бліх, але їх тіло більше сплющене, як у клопів або кліщів, і значно більше у розмірах (від 17 до 22,8 мм), крім того, у них були довгі кігтики. У вусиках понад 15 члеників. Тіло вкрите жорсткими і спрямованими назад щетинками. Ротовий апарат (хоботок) дуже довгий: 3,44-5,15 мм. Pseudopulex близькі до родини Tungidae, найбільш базальної групи бліх; відрізняються від них відсутністю стрибальних ніг і ктенидіїв на пронотумі.

## Систематика
Pseudopulex, ймовірно, належить до ряду бліх. Виокремлений у монотипову родину Pseudopulicidae. У 2017 році родини Saurophthiridae, Pseudopulicidae і Tarwiniidae були об'єднані у надродину Saurophthiroidea..

### Види
- Pseudopulex jurassicus, Gao, Shih, & Ren, 2012[2]
- Pseudopulex magnus, Gao, Shih, & Ren, 2012
- Pseudopulex tanlan, Gao et al. 2014[3]
- Pseudopulex wangi, Huang et al. 2013[4]